# Zosterops lateralis
L'occhialino dorsogrigio (Zosterops lateralis (Latham, 1801)) è un uccello della famiglia Zosteropidae, diffuso in Oceania.

## Distribuzione e habitat
La specie è presente in Australia, isole Figi, Polinesia francese, Nuova Caledonia, Nuova Zelanda, Vanuatu.